# Lilli Alanen
Lilli Kristina Alanen (geborene Gullichsen; * 16. Oktober 1941 in Pori; † 22. Oktober 2021 in Helsinki) war eine finnische Philosophin und Professorin für die Geschichte der Philosophie an der Universität Uppsala.

## Herkunft und Ausbildung
Lilli Gullichsen kam 1941 in der südwestfinnischen Hafenstadt Pori zur Welt. Ihre Mutter war die finnische Kunstsammlerin und Kunstmäzenin Maire Gullichsen und ihr Vater der Industrielle Harry Gullichsen. Ihre Geschwister waren der finnische Architekt Kristian Gullichsen und Johan Gullichsen, ein Professor für Ingenieurwesen. Der Familiensitz in Noormarkku in der Nähe von Pori ist das berühmte modernistische Haus Villa Mairea, das von dem Architekten Alvar Aalto entworfen wurde. Sie studierte Philosophie an der Sorbonne in Paris bei Ferdinand Alquié und an der Universität Helsinki bei Ingmar Pörn und Georg Henrik von Wright. 1982 promovierte sie in Helsinki zur Ph.D.

## Akademische Karriere
In den 1980er Jahren unterrichtete sie an der University of Pittsburgh und in Helsinki, bevor sie 1997 die Professur für Philosophiegeschichte an der Universität Uppsala übernahm.
Alanen war Spezialistin für die Philosophien von René Descartes und David Hume. Daneben leistete sie auch wichtige Beiträge zur Feministischen Philosophie.
In ihrem von der Kritik gefeierten Buch über Descartes (2003) geht Alanen über die bloße Geschichte hinaus, indem sie die historischen Vorläufer und die intellektuelle Entwicklung von Descartes’ Denken über den Geist herausarbeitet und zeigt, dass seine Betonung der Verkörperung des Geistes weitaus komplexere und interessantere Implikationen hat, als die übliche dualistische Darstellung seines Denkens vermuten lässt.
2004 war sie Gastprofessorin an der University of Chicago, 2009 an der University of California, Berkeley.

## Privates
Im Jahr 1964 heiratete sie den finnischen Künstler Sakari Alanen (geb. 1940), mit dem sie drei Kinder hatte. Sie wurden 1989 geschieden. 1992 heiratete Alanen den amerikanischen Philosophen Frederick Stoutland (1933–2011).
Lilli Alanen starb am 22. Oktober 2021 in Helsinki.

## Mitgliedschaften
- American Philosophical Association (APA)
- Hume Society
- Institut Internationale de Philosophie
- Societas Scientiarum Fennica
- Royal Society for the Humanities
- European Academy of Sciences

## Auszeichnungen
- 2018 Aufnahme in die American Academy of Arts and Sciences[8]
- 2015 Aufnahme in die Norwegian Academy of Science and Letters[9]
- 2010 Aufnahme in die Academia Europaea[10]
- 2000 Aufnahme in die Finnische Gesellschaft für Geistes- und Naturwissenschaften

## Veröffentlichungen (Auswahl)
- Lilli Alanen, Studies in Cartesian epistemology and philosophy of mind, Acta Philosophica Fennica, Helsinki, 1982.[11]
- Lilli Alanen und Sara Heinämaa (Hrsg.), Commonality and Particularity in Ethics, Palgrave Macmillan, London, 1997, ISBN 978-1-349-25604-4
- Lilli Alanen und Charlotte Witt (Hrsg.), Feminist Reflections on the History of Philosophy (The New Synthese Historical Library), Springer, New York, 2004, ISBN 978-9401740043
- Lilli Alanen, Descartes's Concept of Mind, Harvard University Press, Cambridge, Mass., 2003, ISBN 978-0-674-01043-7